# Congrès universel d'espéranto de 1955
Pour un article plus général, voir Congrès universel d'espéranto.
 (décembre 2024).
Le congrès universel d’espéranto de 1955 est le 40e congrès universel d’espéranto, organisé en août 1955, à Bologne en Italie.